# Березка (Польща)
Бере́зка (пол. Brzuska)  — село в Польщі, у гміні Бірча Перемишльського повіту Підкарпатського воєводства.
Населення — 260 осіб (2011).

## Назва
У ході кампанії перейменування українських назв на польські село в 1977 р. перейменовано на Brzuska.

## Географія
Село розташоване на території Західних Карпат, над річкою Ступниця (пол. Stupnica), правої притоки Сяну, на відстані 9 кілометрів на північ від центру гміни села Бірчі, 21 кілометр на захід від центру повіту міста Перемишля і 46 кілометрів на південний схід від столиці воєводства  — міста Ряшева.

## Історія

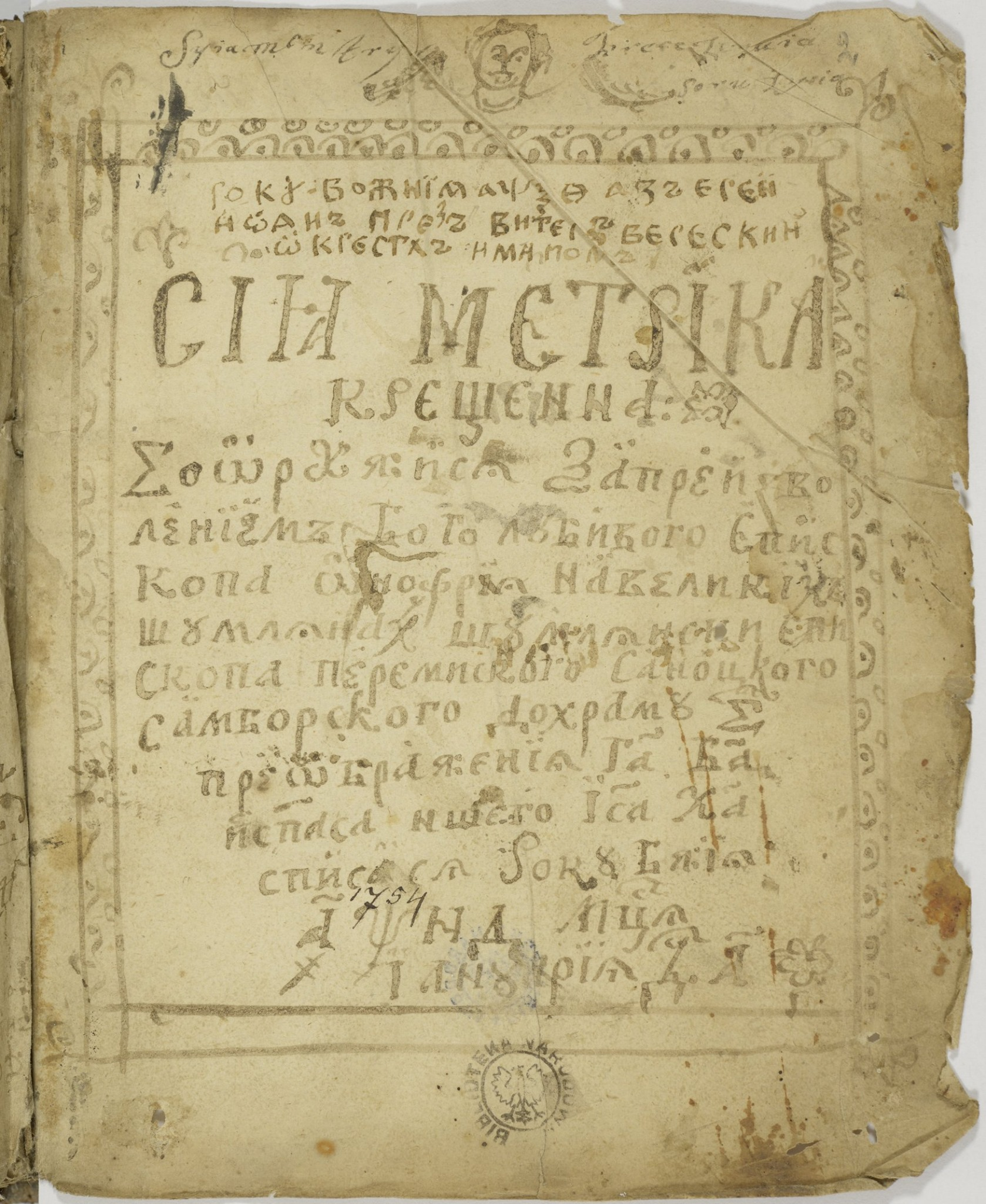
Титульний аркуш метрики села Березка за 1754-1805 роки.

В XI-XIII століттях на цих землях існувало Перемишльське руське князівство зі столицею в Перемишлі, яке входило до складу Галицького князівства, а пізніше Галицько-Волинського князівства.

Після захоплення цих земель Польщею село в 1340–1772 роках входило до складу Сяноцької землі Руського воєводства Королівства Польського.

Перші письмові згадки про село Березка відносяться до 1418 року.

Церква св. Миколая після часткової руйнаці у 1950-х роках.

Руїни церкви святого Миколая у Березці (фото 1982-83 р.).

У 18 столітті тут збудовано гуту по виробництву скла, працівники якої утворили поряд з селом новий населений пункт — Гута-Березка (пол. Huta Brzuska).

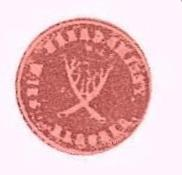
Березка. Печатка села 1876—1918 років

У 1772 році внаслідок першого поділу Польщі Березка відійшла до імперії Габсбургів.
У «Географічному словнику Королівства Польського та інших слов'янських земель», виданому у Варшаві в 1880—1914 роках, у томі 1 (дозволено цензурою царської Росії 28 листопада 1879 року) село Березка згадується двічі: перший раз на сторінці 142, як Berezka obacz Brzozka, потім на сторінці 424, як Brzozka, obacz Berezka i Brzuska, крім того на сторінці 428 є Brzuska huta, Brzozka huta (Гута-Березка), але, крім назв, нема ніяких інших доповнень. Ймовірно, ці дані про село, що знаходилось в іншій країні (Австро-Угорщина) були недоступні упорядникам словника, або вони були їм нецікаві через малу кількість там поляків. Але на сторінці 230 в статті про Бірчу є згадка про наявність там бірчанського деканату греко-католицької церкви, який належав до Перемишльської дієцезії, що об'єднував 19 парафій, серед котрих названо і парафію в селі Березка (Brzozka), та налічував 22 тисячі 428 вірних. Парафія в Бірчі налічувала 2 тисячі 067 осіб, тобто на решту 18 парафій припадає 20 тисяч 361 особа, або в середньому — 1 тисячу 131 греко-католик на парафію.
Після розпаду Австро-Угорщини й утворення Другої Польської Республіки це українське село Надсяння, як й інші етнічні українські території (Лемківщина, Підляшшя, Сокальщина, Равщина й Холмщина), опинилося в польському володінні, що було закріплено в Ризькому мирному договорі 1921 року.
Перед початком Другої світової війни село належало до Добромильського повіту, населення Березки становило приблизно 1 500 осіб. Абсолютну більшість з них (близько 90 %) складали українці, або, як вони самі себе називали в пам'ять про Червону русь, русини. У селі проживала також невелика кількість поляків (близько 80 осіб, або менше 6 %) та євреїв (50, або менше 4 %). Мешканці Березки займались сільським господарством. Значною часткою землі в селі володіла єврейська родина Рінгель, яка була арештована й вивезена радянськими каральними органами під час Другої світової.
Після нападу 1 вересня 1939 року Третього Рейху на Польщу й початку Другої світової війни та вторгнення СРСР до Польщі з 17 вересня 1939 року Березка, розташована на правому, східному березі Сяну, разом з іншими навколишніми селами відійшла до СРСР і ввійшла до складу Бірчанського району (районний центр — Бірча) Дрогобицької області УРСР (обласний центр — місто Дрогобич).
З початком німецько-радянської війни село вже в перший тиждень було зайняте військами вермахту. Молодь Березки відправляли на примусові роботи до Третього Рейху.
31 липня 1944 року село знову зайняла більшовицька Червона армія.
13 серпня розпочато мобілізацію українського населення Дрогобицької області до Червоної Армії (облвоєнком — підполковник Карличев).
У березні 1945 року Березка, як і весь Бірчанський район з районним центром Бірча, Ліськівський район з районним центром Ліськом і західна частина Перемишльського району включно з містом Перемишль зі складу Дрогобицької області передано Польщі.
11 квітня 1945 року село стала місцем трагічних подій: підрозділами Армії Крайової, Батальйонів хлопських та селянами-поляками з навколишніх сіл були замордовані близько 180 мешканців Березки, майже половина з яких були жінки й діти.
Москва підписала й 16 серпня 1945 року опублікувала офіційно договір з Польщею про встановлення лінії Керзона українсько-польським кордоном та, незважаючи на бажання українців залишитись на рідній землі, про передбачене «добровільне» виселення приблизно одного мільйона українців з «Закерзоння», тобто Підляшшя, Холмщини, Надсяння і Лемківщини.,
Розпочалося виселення українців з рідної землі. Проводячи депортацію, уряд Польщі, як і уряд СРСР, керувалися Угодою між цими державами, підписаною в Любліні 9 вересня 1944 року, але, незважаючи на текст угоди, у якому наголошувалось, що «Евакуації підлягають лише ті з перелічених (…) осіб, які виявили своє бажання евакуюватися і щодо прийняття яких є згода Уряду Української РСР і Польського Комітету Національного Визволення. Евакуація є добровільною і тому примус не може бути застосований ні прямо, ні посередньо. Бажання евакуйованих може бути висловлено як усно, так і подано на письмі.», виселення було примусовим і з застосуванням військових підрозділів.
Українське населення села, якому вдалося уникнути депортації до СРСР, попало в 1947 році під етнічну чистку під час проведення Операції «Вісла» і було примусово виселено на ті території у західній та північній частині польської держави (так звані повернені території), що до 1945 належали Німеччині. З села Березка в рамках акції переселено 82 українці.
У 1975—1998 роках село належало до Перемишльського воєводства.

## Населення
Демографічна структура станом на 31 березня 2011 року:
|          | Загалом | Допрацездатний вік | Працездатний вік | Постпрацездатний вік |
| -------- | ------- | ------------------ | ---------------- | -------------------- |
| Чоловіки | 135     | 24                 | 95               | 16                   |
| Жінки    | 125     | 24                 | 72               | 29                   |
| Разом    | 260     | 48                 | 167              | 45                   |

- 1785 — 360 греко-католиків, 90 римо-католик, 30 юдеїв;
- 1840 — 750 осіб в тому числі 512 греко-католиків;
- 1859 — 669 осіб в тому числі 526 греко-католиків;
- 1879 — 779 осіб в тому числі 618 греко-католиків;
- 1899 — 1004 осіб в тому числі 845 греко-католиків;
- 1926 — 1235 осіб в тому числі 900 греко-католиків;
- 1938 — близько 1500 осіб, з них близько 436 римо-католиків, 63 євреїв, решта — греко-католики.[17]

## Церква
У 1792 році в селі збудовано греко-католицьку церкву святого Миколи, яку в 1930 році відновлено. Належала до Бірчанського деканату Перемишльської єпархії. В 1984 році рештки церкви спалено, залишився тільки греко-католицький цвинтар. Крім неї, у Березці був ще храм Преображення Господнього, побудований в 1868 році та реконструйований в 1920 році, згодом також знищений.